# Presenza reale
La Presenza reale di Cristo nell'Eucarestia, o semplicemente presenza reale, è un dogma del cristianesimo. Tale principio afferma che, nella celebrazione dell'eucaristia, il pane e il vino sui quali viene pronunciata la preghiera di rito divengano realmente il corpo e il sangue di Gesù Cristo crocifisso e risorto, che quindi risulti presente nel sacramento celebrato. In quanto tale, la fede nella "presenza reale" non può essere del tutto sovrapposta alla dottrina della transustanziazione, che è un'interpretazione del dogma della presenza reale che fa uso della terminologia e delle argomentazioni proprie della filosofia scolastica. Di fatto, sia la Chiesa cattolica sia le Chiese ortodosse affermano la presenza reale di Gesù Cristo nell'eucaristia, mentre la dottrina filosofica della transustanziazione è tipica della cristianità occidentale.

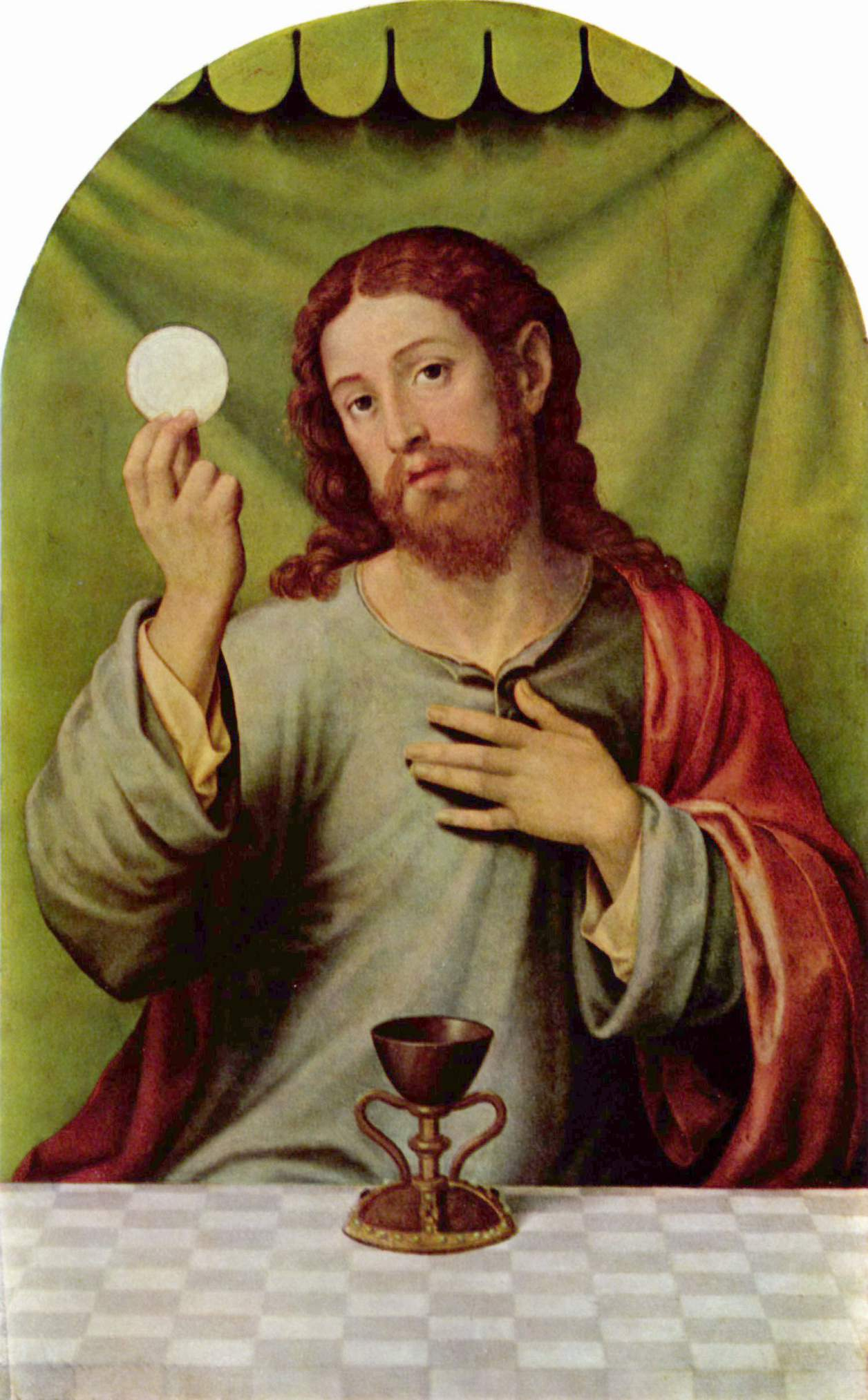
Cristo istituisce l'eucarestia.

La fede nella presenza reale viene fondata sulle parole che i vangeli sinottici attribuiscono a Cristo la sera prima della sua morte: «Questo è il mio corpo» (Mt 26,26) e «Questo è il mio sangue» (Mt 26,28). Questa stessa fede viene ritrovata già nella Letteratura subapostolica e nei padri della Chiesa (Ignazio di Antiochia, Giustino, Giovanni Crisostomo nel De proditione Judae, e Ambrogio di Milano nel De mysteriis), sebbene la sua sanzione autoritativa sia stata pronunciata dal Concilio di Trento (1545-1563).
Le Chiese che professano questo dogma affermano che la presenza reale di Cristo sussiste nel pane e nel vino consacrati, e per lo più affermano che tale presenza continui anche dopo la conclusione della celebrazione eucaristica.

## Le origini dell'eucaristia

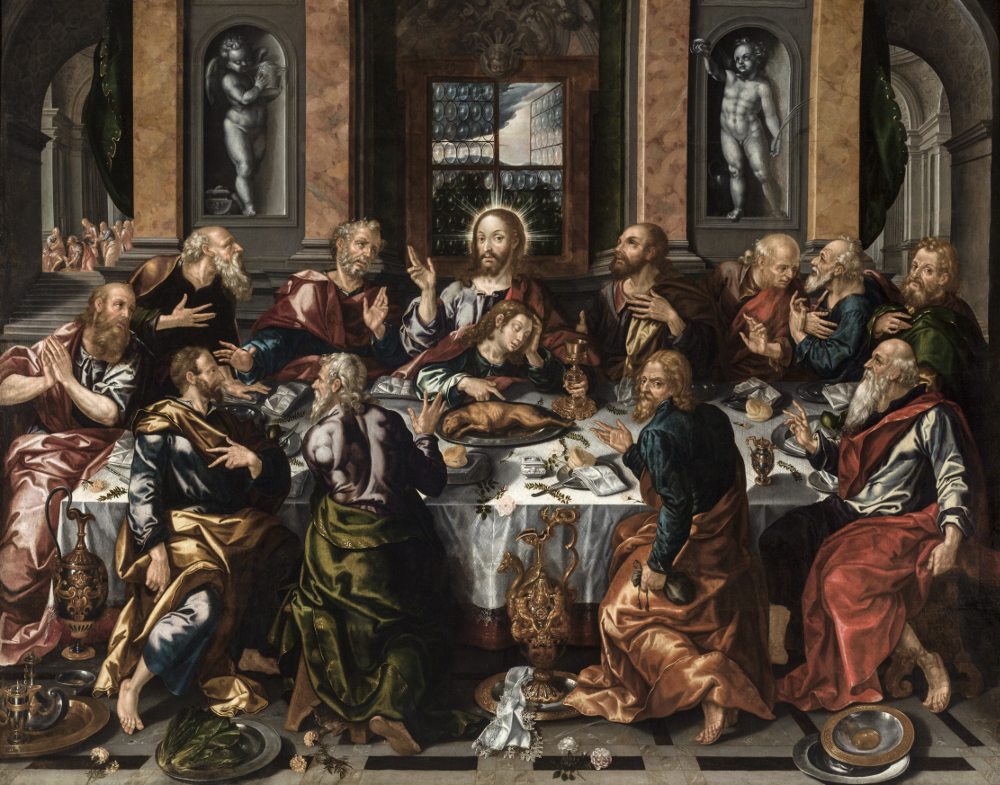
Alonso Vázquez, Sagrada cena, 1588, Museo di belle arti di Siviglia

Nell'Ultima cena, secondo l'interpretazione cattolica del racconto dei vangeli, Gesù distribuì ai suoi discepoli il pane e il vino come suo corpo e suo sangue, offerti come sacrificio per la salvezza degli uomini, incaricandoli di fare lo stesso in sua "memoria". La Chiesa cattolica, dunque, fin dalla sua origine, celebra l'atto sacramentale dell'eucaristia come uno degli impegni lasciatigli da Gesù stesso, suo Dio salvatore e fondatore. L'eucaristia è l'azione sacrificale durante la quale il sacerdote offre il pane e il vino a Dio, che, per opera dello Spirito Santo, diventano realmente il Corpo e il Sangue di Cristo, lo stesso Corpo e lo stesso Sangue offerti da Gesù stesso sulla croce. L'altare è la croce sul quale in ogni messa si avvera lo stesso e identico sacrificio (in questo caso incruento) della stessa vittima: l'Agnello pasquale, cioè Gesù. Con la distribuzione della comunione, in cui sono presenti il Corpo, il Sangue, l'Anima e la Divinità di Gesù, i fedeli entrano in comunione con Dio e pregustano i suoi beni, chiedono espiazione dei propri peccati, implorano la benedizione di Dio e chiedono il suffragio per le anime dei defunti.
I cristiani protestanti, i quali non credono che la messa (o celebrazione eucaristica) sia il rendersi presente del sacrificio della croce, e non credono nella transustanziazione usano chiamarla semplicemente solo con il nome di "Santa Cena" o "Cena del Signore".

### Nei Padri della Chiesa
Le Istruzioni catechetiche di Cirillo di Gerusalemme (III-IV secolo) ribadivano la fede nella presenza reale del corpo e sangue di Cristo nella Chiesa.
Essa è affermata fin dalla prima età apostolica: Didaché, Ignazio di Antiochia, Ireneo di Lione, Giustino (filosofo), Quinto Settimio Fiorente Tertulliano, Clemente Alessandrino, Cipriano di Cartagine, fino ad arrivare al Concilio di Nicea I.

### Studi moderni ed ecumenismo
Alcuni studi recenti hanno interpretato le origini dell'eucaristia in relazione a temi quali il rapporto tra storia e teologia nei resoconti evangelici, il confronto con il contesto ebraico e greco-romano del tempo, e l'evoluzione delle pratiche e delle dottrine, anche in relazione alle varianti riscontrate da luogo a luogo. Secondo altre ipotesi il sacramento dell'eucaristia sarebbe frutto di un'evoluzione della coscienza delle prime comunità cristiane e in qualche modo influenzata dalle "cerimonie mitiche e di culti misterici teofagici" presenti nelle civiltà ellenistiche.
Il ruolo centrale della celebrazione eucaristica nel Cristianesimo e lo sviluppo, da parte delle diverse confessioni religiose, di variazioni anche molto significative hanno inoltre reso il confronto sull'eucaristia uno dei temi centrali del movimento ecumenico.

#### La presenza di Cristo
L'eucaristia è celebrata da un ministro ordinato (sacerdote), all'interno della celebrazione eucaristica: essa consiste nel complesso della liturgia della parola e della liturgia eucaristica, aperto dai riti di ingresso e chiuso nei riti di conclusione.
Con il "Decreto sul santissimo sacramento dell'Eucaristia" della XIII sessione dell'11 ottobre 1551, il Concilio di Trento stabilì la definizione dogmatica della transustanziazione eucaristica:
```
Poiché, poi, Cristo, nostro redentore, disse che era veramente il suo corpo ciò che dava sotto la specie del pane, perciò fu sempre persuasione, nella Chiesa di Dio, - e lo dichiara ora di nuovo questo santo Concilio - 
 
che con la consacrazione del pane e del vino si opera la trasformazione di tutta la sostanza del pane nella 
sostanza
 del corpo di Cristo, nostro signore, e di tutta la sostanza del vino nella sostanza del suo sangue. Questa trasformazione, quindi, in modo adatto e proprio è chiamata dalla santa Chiesa cattolica transustanziazione.
 
»
```

(Decreto sul santissimo sacramento dell'Eucaristia, Trento, Ottobre 1551)
A questa definizione della Presenza Reale di tutta la sostanza di Gesù Cristo sia nel pane che nel vino, seguì una sessione XXI che espose la prima di una serie di definizioni esplicitamente indicate come dogmatiche dal decreto:
proemio

Il sacrosanto Concilio ecumenico e generale Tridentino, legittimamente riunito nello Spirito Santo, sotto la presidenza dei medesimi legati della Sede Apostolica, [...] crede che a questo punto debbano esporsi le verità che riguardano la comunione sotto le due specie e la comunione dei fanciulli. . Esso [Concilio], quindi, proibisce assolutamente a tutti i fedeli cristiani di osare di credere, insegnare, predicare diversamente, in seguito, su questi argomenti, da quanto è stato spiegato e definito con questi decreti.

Capitolo I.

I laici e i chierici che non celebrano non sono obbligati per disposizione divina a comunicarsi sotto le due specie.»
(Concilio di Trento, Sessione XXI, 16 giugno 1562)
I "Canoni sul SS. Sacramento dell'Eucaristia" introdussero la scomunica per chi negasse il dogma della Reale Presenza.

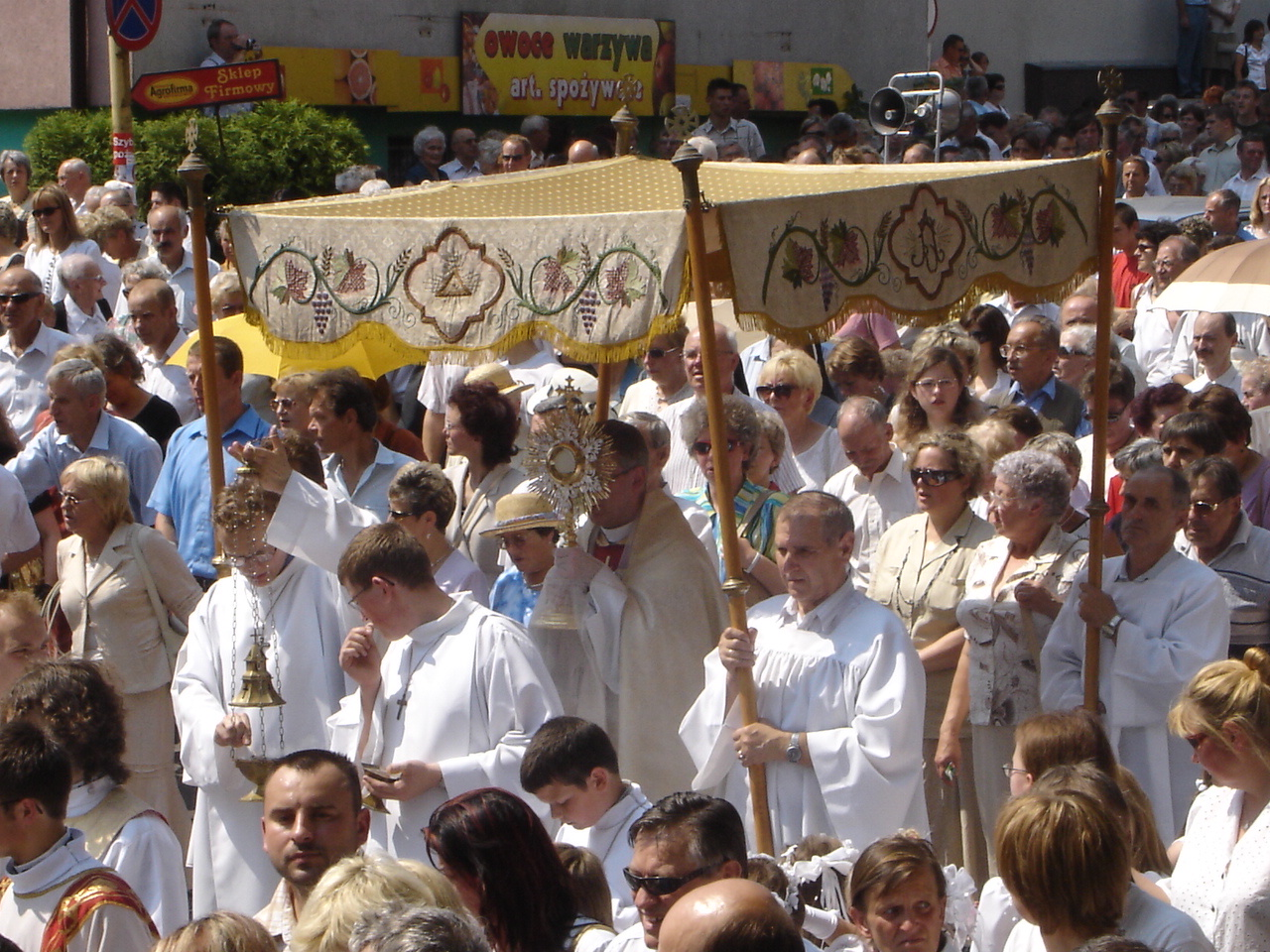
Processione con il Santissimo Sacramento dei cattolici in Polonia (Stargard Szczeciński)

Il Concilio Vaticano II insegna che si può vedere la presenza del Signore nell'assemblea riunita nel suo nome, nel sacerdote che celebra in persona Christi, nella Bibbia proclamata "giacché è lui che parla quando nella Chiesa si legge la Scrittura", nel sacrificio della messa "essendo egli stesso che, offrendosi una volta sulla croce, offre ancora sé stesso tramite il ministero dei sacerdoti, soprattutto nelle specie eucaristiche" (Sacrosanctum Concilium). L'Ordinamento Generale del Messale Romano, con esplicito riferimento alla parola transustanziazione, asserisce:
(Ordinamento Generale del Messale Romano, n. 3 (Proemio))
Per questa strada passa il riavvicinamento relativo fra cattolicesimo e protestantesimo: questo infatti aveva contestato le posizioni della Chiesa cattolica che poneva particolare attenzione alla presenza reale del Signore nel pane e nel vino eucaristici; nel documento ecumenico Battesimo, eucaristia, ministero leggiamo: "È in virtù della parola vivente di Cristo e per la potenza dello Spirito che il pane e il vino diventano i segni sacramentali del corpo e del sangue di Cristo. Essi rimangono tali in vista della comunione".
La Chiesa cattolica e quella ortodossa affermano che la presenza reale di Cristo nelle specie eucaristiche è permanente dopo la Consacrazione. Secondo la Chiesa Ortodossa, la Reale Presenza nelle due specie permane sino alla loro consumazione : perciò il Santissimo Sacramento è conservato nei tabernacoli (o cibori) per essere adorato, ma anche e soprattutto come riserva per la comunione ai malati e ai moribondi (in questo caso si usa il termine di "Viatico").
Nella Chiesa cattolica esistono specifici riti per l'adorazione eucaristica. Il "Corpo di Cristo" viene esposto nell'ostensorio all'adorazione dei fedeli. Il sacerdote può anche impartire la benedizione eucaristica ai fedeli con il pane consacrato, solitamente conclusione del rito di adorazione.
La Chiesa celebra ogni giorno l'eucaristia (tranne i giorni aliturgici, quando né pane né vino vengono consacrati, nel rito romano il solo Venerdì Santo, nel rito ambrosiano tutti i venerdì di Quaresima), ma in modo particolare essa è solennizzata nel giorno della sua istituzione, il giovedì santo, nella messa vespertina in Cena Domini. Tuttavia, non potendo esternare tutta la solennità in quel giorno della Settimana Santa (che, come tale, esige un contesto di sobrietà), la festa è rimandata al giovedì della prima settimana dopo Pentecoste: si tratta della Solennità del Corpo e Sangue di Cristo, detta anche del Corpus Domini. Nella maggior parte delle nazioni cattoliche, tuttavia, tale festività di precetto è rimandata alla domenica successiva (seconda dopo Pentecoste).

#### Significato spirituale
Giovanni riporta le parole di Gesù: "Chi mangia la mia carne e beve il mio sangue ha la vita eterna, ed io lo risusciterò nell'ultimo giorno" e "dimora in me e io in lui" (Gv 6,54-56). L'eucaristia è dunque pegno d'immortalità, e sacramento di comunione con il Cristo.
Secondo la Chiesa cattolica, in ogni eucaristia si rinnova il sacrificio di Cristo per il mondo, nuova alleanza di Dio con l'uomo: il Signore dà nuovo nutrimento all'uomo e nuova forza alla Chiesa perché gli siano fedeli testimoni nelle vie del mondo, pronti a seguire con la propria vita la sua vita, donata nel servizio a tutti. Per questo la Chiesa invita i cristiani a partecipare alla messa ogni domenica e di accostarsi alla comunione sacramentale almeno a Pasqua: la completa partecipazione all'eucaristia non può tralasciare questo suo fondamento che è proprio la comunione al corpo di Cristo, lasciata da Cristo stesso ai cristiani, anche come responsabilità.

#### Comunione spirituale
Per comunione spirituale si intende una preghiera mediante la quale il fedele può esprimere il desiderio di unirsi e di ricevere Gesù-Eucaristia senza effettuare materialmente la Comunione sacramentale (cioè senza ricevere l'ostia consacrata).
Gli effetti della comunione spirituale sono simili ma, evidentemente, non del tutto sovrapponibili alla Comunione sacramentale e possono sostituirla quando il fedele è materialmente o moralmente impossibilitato a ricevere la Comunione sacramentale.
Rispetto alla Comunione sacramentale ha il "vantaggio" di poter essere fatta ogni qualvolta il fedele lo voglia e in qualsiasi momento della giornata o luogo. Dal punto di vista ascetico e spirituale è una pratica consigliata in tutte le epoche e testimoniata da molti santi anche grazie a rivelazioni private o esperienze mistiche. Tra i più noti santi che hanno diffuso la pratica della comunione spirituale si annoverano Alfonso Maria de' Liguori, Caterina da Siena, Margherita Maria Alacoque, Francesco di Sales e Josemaría Escrivá.
Esistono diverse formule verbali di Comunione spirituale, ma l'aspetto fondamentale è esprimere - anche solo con parole proprie o con elevazioni del cuore o della mente - il desiderio di unirsi a o di ricevere Gesù-Eucaristia. Gli effetti spirituali dipendono dalle disposizioni interiori e dalla rettitudine con cui si effettua. È considerata altresì una utile preghiera per prepararsi a ricevere con il dovuto fervore la Comunione sacramentale.

## Eucaristia nella Chiesa ortodossa
La celebrazione eucaristica della Chiesa ortodossa è anche chiamata Divina Liturgia. Per la comunione questa Chiesa usa pane fermentato di frumento e vino rosso mescolato con acqua tiepida nel calice. Il pane preparato per la comunione è chiamato "agnello". Il coltello con il quale il celebrante ritaglia le particole dalla Prosfora (il pane consacrato per la comunione) è chiamato lancia, a ricordo di quella che trafisse il Cristo dopo la morte sulla croce. L'eucaristia è distribuita sempre sotto le due specie. Il Corpo e il Sangue di Cristo vengono amministrati dal celebrante attraverso un lungo cucchiaino d'oro. Dopo l'acclamazione del diacono: "Con il timore di Dio e la fede, avvicinatevi!", coloro che si vogliono comunicare mettono le loro mani a forma di croce sul petto e avvicinandosi al calice, chiamato Potir, si comunicano. Uno o due diaconi sorreggono un velo sotto i singoli comunicandi, per evitare che le Sacre Specie cadano e anche per asciugare le labbra di coloro che ricevono il Sangue di Cristo. Dopo aver comunicato, il fedele bacia la parte bassa del calice e si reca da una piccola mensa dove i ministranti gli danno da bere un liquido caldo benedetto (acqua e vino) e da mangiare un pezzetto di pane benedetto. Nella Chiesa ortodossa, non essendoci limiti di età, l'eucaristia viene distribuita anche ai fanciulli o ai neonati, purché siano già stati battezzati. A questi, non riuscendo a deglutire viene dato solo il Sangue di Cristo.

## Eucaristia nelle Chiese protestanti
I protestanti, a seconda della confessione, usano il termine Santa Cena, Cena del Signore (Lord's Supper), Comunione, o a volte anche Eucaristia.
Le posizioni sul suo significato sono diverse, ma possono essere ricondotte a tre grandi interpretazioni: quella di Lutero, favorevole alla consustanziazione, quella di Zwingli, sostenitore di un significato spirituale e simbolico del pane e del vino e infine quella di Giovanni Calvino, e cioè quella di una presenza spirituale e di una partecipazione reale al corpo di Cristo.